# Gare d'Aubie - Saint-Antoine
La gare d'Aubie - Saint-Antoine est une gare ferroviaire française de la ligne de Chartres à Bordeaux-Saint-Jean, située sur le territoire de Saint-Antoine, près d'Aubie-et-Espessas (communes déléguées de Val de Virvée), dans le département de la Gironde, en région Nouvelle-Aquitaine.
C'est une halte de la société nationale des chemins de fer français (SNCF), desservie par des trains TER Nouvelle-Aquitaine.

## Situation ferroviaire
Établie à 43 m d'altitude, la gare d'Aubie - Saint-Antoine est située au point kilométrique (PK) 587,333 de la ligne de Chartres à Bordeaux-Saint-Jean, entre les gares de Gauriaguet et Saint-André-de-Cubzac.

## Fréquentation
De 2015 à 2023, selon les estimations de la SNCF, la fréquentation annuelle de la gare s'élève aux nombres indiqués dans le tableau ci-dessous :
| Année           | 2015   | 2016   | 2017   | 2018   | 2019   | 2020   | 2021   | 2022   | 2023   |
| --------------- | ------ | ------ | ------ | ------ | ------ | ------ | ------ | ------ | ------ |
| Voyageurs seuls | 16 770 | 19 924 | 25 566 | 30 075 | 39 025 | 28 303 | 38 410 | 54 573 | 57 877 |

## Service voyageurs

### Accueil
Halte SNCF, c'est un point d'arrêt non géré (PANG) à entrée libre. Une passerelle, mise en place lors des travaux de mise en place de la LGV Sud Europe Atlantique, permet de passer d'un quai à l'autre sans avoir à traverser les voies.

### Desserte
Aubie - Saint-Antoine est desservie par des trains du réseau TER Nouvelle-Aquitaine qui effectuent des missions entre Bordeaux-Saint-Jean et Saint-Mariens - Saint-Yzan (ou au-delà).

### Intermodalité
Un parking est aménagé à proximité de la halte.